# Marc Simonet Pons
Marc Simonet Pons (ur. 12 maja 1977) – andorski szachista, mistrz FIDE od 2002 roku.

## Kariera szachowa
Dwukrotnie reprezentował swój kraj na mistrzostwach świata juniorów: w 1992 r. w Duisburgu (do lat 16) oraz w 1994 r. w Szeged (do lat 18). Wielokrotnie reprezentował Andorę w turniejach drużynowych, m.in.: dziewięciokrotnie na olimpiadach szachowych (w latach 1994, 1996, 1998, 2000, 2002, 2004, 2006, 2010, 2012). W 1998 r. uczestniczył w turnieju strefowym (eliminacji mistrzostw świata) w Escaldes. W 2003 i 2006 r. zdobył brązowe, a w 2007 i 2008 r. – srebrne medale indywidualnych mistrzostw Andory.
Najwyższy ranking w swojej karierze osiągnął 1 lipca 2003 r., z wynikiem 2345 zajmował wówczas 2. miejsce (za Óscarem de la Riva Aguado) wśród andorskich szachistów.